# Kozinci
Kozinci (cyr. Козинци) – wieś w Bośni i Hercegowinie, w Republice Serbskiej, w gminie Gradiška. W 2013 roku liczyła 1661 mieszkańców.